# هيدريد الزنك
هيدريد الزنك هو مركب كيميائي لاعضوي صيغته ZnH2، ويوجد على هيئة صلب أبيض.

## التحضير
يحضر هذا المركب من تفاعل يوديد الزنك أو ثنائي ميثيل الزنك مع هيدريد ألومنيوم الليثيوم في الإيثر عند درجات حرارة منخفضة.
{\displaystyle \mathrm {ZnI_{2}+2\ LiAlH_{4}\longrightarrow ZnH_{2}+2\ AlH_{3}+2\ LiI} }
{\displaystyle \mathrm {Zn(CH_{3})_{2}+2\ LiAlH_{4}\longrightarrow ZnH_{2}+2\ LiAlH_{3}CH_{3}} }
اصطنع هذا المركب أول مرة سنة 1947 من الكيميائي هيرمان ايرفينغ شليزنجر.

## الخواص
يوجد المركب في الشروط القياسية على هيئة صلب أبيض، وهو مركب غير مستقر، إذ يتفكك ببطء عند درجة حرارة الغرفة إلى عناصره المكونة من الزنك والهيدروجين، ويزداد معدل سرعة تفاعل التفكك بشكل واضح عند درجات حرارة تتجاوز 90 °س.